# Splitstep
Als Splitstep bezeichnet man im Tennis den Sprung in die Bereitschaftsstellung. Er gehört zu den wichtigsten Merkmalen einer guten Beinarbeit, die im Tennis eine zentrale Rolle spielt.

## Zweck und Ausführung
Kurz vor jedem einzelnen Schlag seines Gegners springt der Tennisspieler wenige Zentimeter vom Boden ab und versucht, anschließend gleichzeitig auf den Ballen der beiden parallel und etwa schulterbreit auseinander stehenden Füße zu landen, möglichst kurz nachdem der Gegner den Ball getroffen hat. Die Knie werden beim Abbremsen nach dem Aufkommen auf dem Boden etwas gebeugt. Der Tennisschläger zeigt leicht schräg zur Rückhandseite und wird mit der Nicht-Schlaghand unterstützt. Diese Haltung ist die Bereitschaftsstellung.
Da ein Tennisspieler vor jedem Schlag seines Gegners nicht weiß, wohin dieser den Ball spielen wird, ist es erforderlich, dass er sich in dem Augenblick, in dem er das Ziel des Schlages zu erkennen glaubt, in einer Stellung befindet, aus der er „explosiv“" in alle Richtungen starten kann. Indem er mit dem Splitstep in die Bereitschaftsstellung springt, sorgt der Tennisspieler dafür, dass die für einen schnellen Antritt verantwortliche Muskulatur im entscheidenden Moment optimal vorgedehnt und damit gespannt ist. Startet der Tennisspieler exakt in diesem Moment zum Ball, so kommt es in der Muskulatur zu einem Dehnungs-Verkürzungs-Zyklus, der es dem Tennisspieler ermöglicht, schneller zu starten, als wenn er sich ohne Sprung in die Bereitschaftsstellung begeben hätte. Der Effekt des Splitsteps ist grob vergleichbar mit dem Spannen zweier Sprungfedern, die unter die Schuhsohlen geschnallt sind.
Damit der Splitstep die gewünschte Wirkung hat, ist ein exaktes Timing erforderlich. Der Tennisspieler muss genau in dem Augenblick wieder auf dem Boden landen, in dem er erkennen kann, wohin der Ball fliegt, da er sofort danach zum Ball starten will. Springt er zu früh los, löst sich die Vorspannung der Muskulatur vorzeitig wieder. Springt er zu spät, dann befindet er sich im entscheidenden Moment noch in der Luft und kann nicht sofort zum Ball starten.